# Пейнакер
Пейнакер (нід. Pijnacker) — місто в нідерландській провінції Південна Голландія. Входить до муніципалітету Пейнакер-Нотдорп.
До 2002 року мало статус окремого муніципалітету, після чого було об'єднане в один муніципалітет із Нотдорпом.

## Галерея

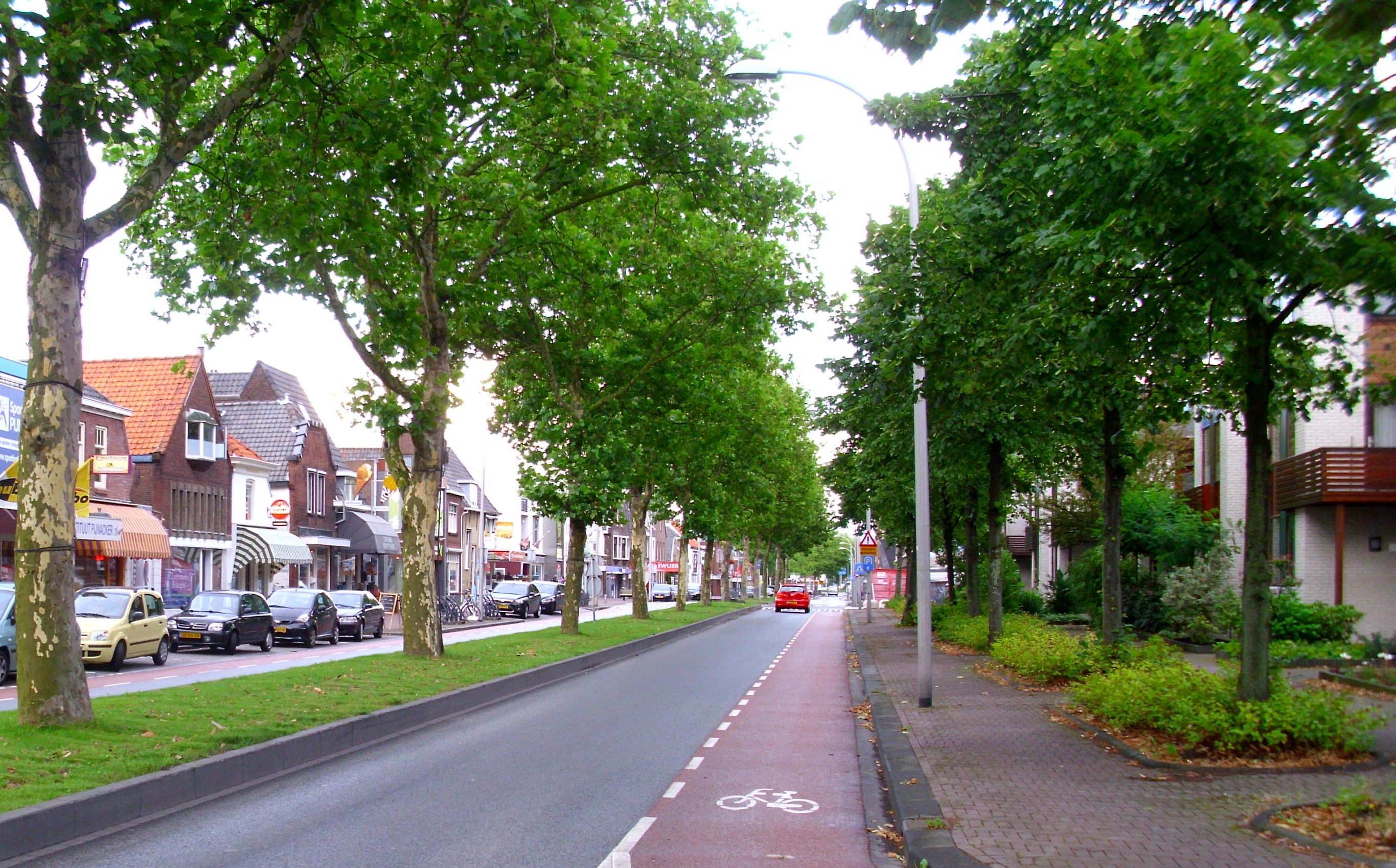
Міська вулиця
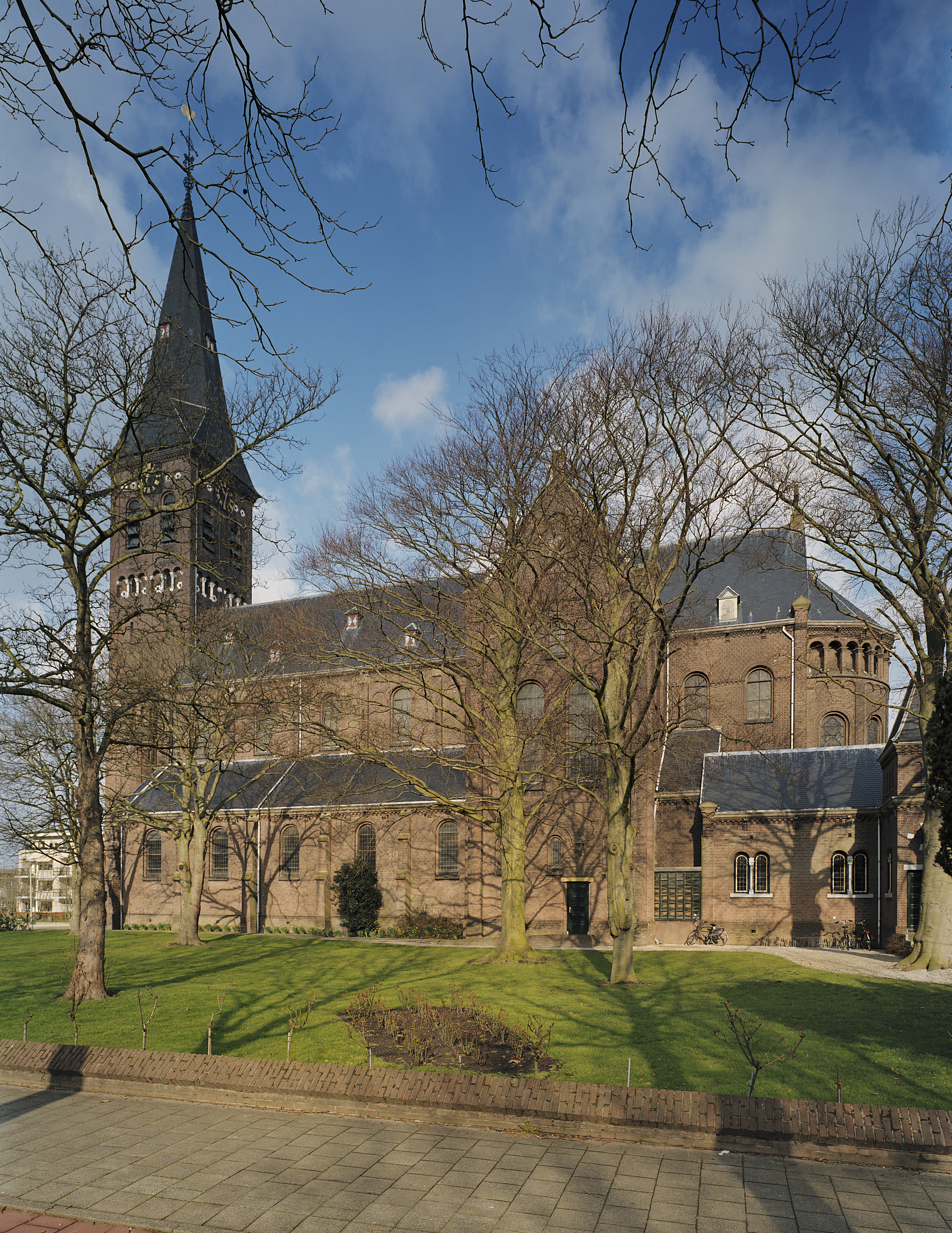
Католицька церква Іоанна Хрестителя